# والي ويب
والي ويب (بالإنجليزية: Wally Webb)‏ هو لاعب دوري الرغبي أسترالي، ولد في 1885، وتوفي في 1956.